# Động vật trong quân sự

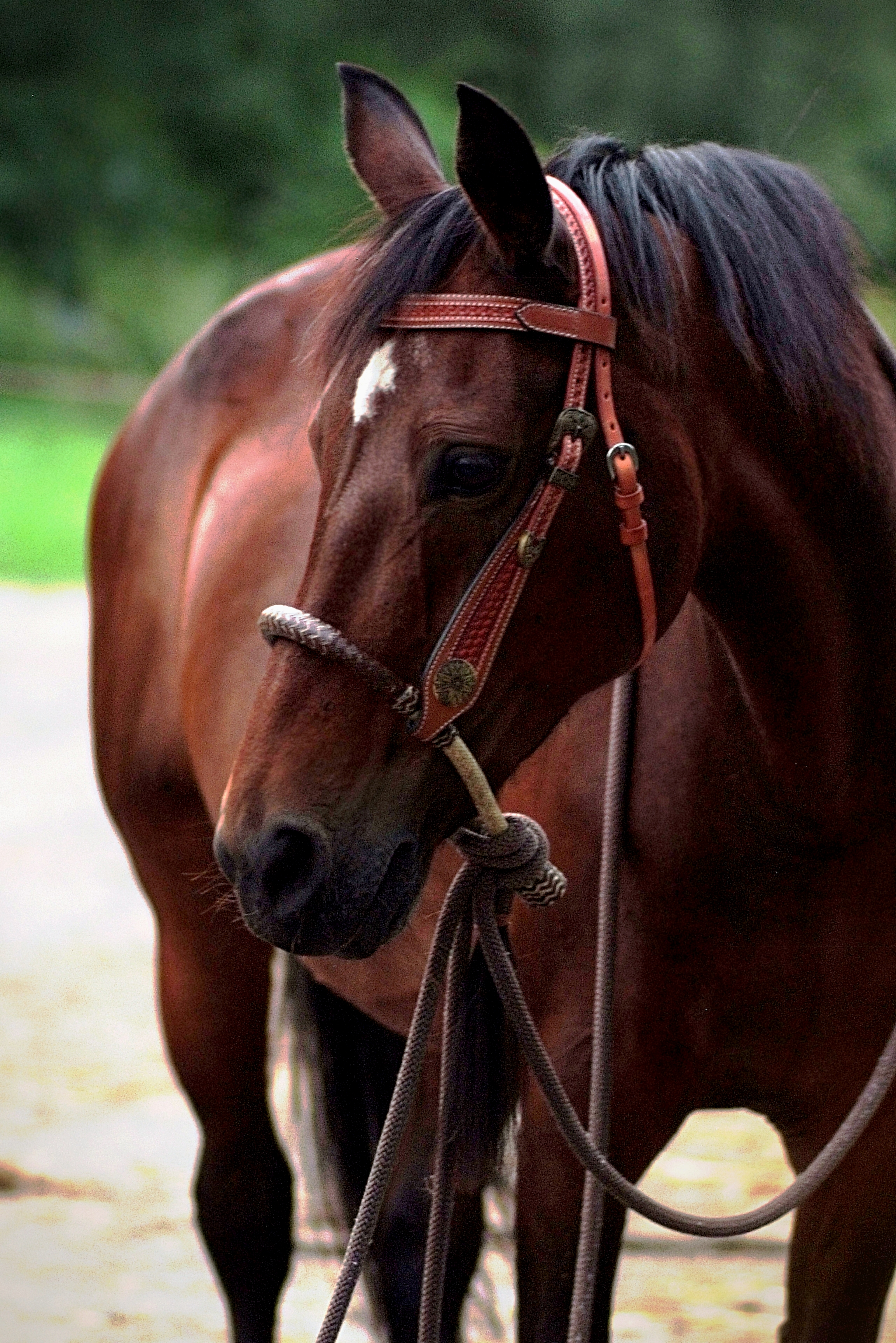
Ngựa là loài được thuần hóa để sử dụng trong chiến tranh từ sớm, là động vật gắn liền với chiến trường, trận địa, với các vị danh tướng

Động vật trong quân sự, chiến binh động vật hay đội quân động vật là những loài động vật được huấn luyện để sử dụng trong trị an hoặc chiến tranh với nhiều vị trí và vai trò khác nhau như tấn công cận chiến, tuần tra, canh gác, chuyên chở, liên lạc, do thám, chống người nhái, phá hủy các mục tiêu bằng việc kích nổ, gieo rắc dịch bệnh....

## Tổng quan

Một chú chó cứu hộ thuộc biên chế của quân đội

Trong suốt lịch sử chiến tranh, không ít động vật đã được con người sử dụng trong chiến trận một số loài vật quen thuộc như ngựa, voi, lạc đà thì nhiều loài động vật khác cũng được sử dụng thậm chí chúng còn được bọc thép, biến thành cỗ máy hỗ trợ đắc lực cho con người trong các cuộc chiến. Và cho tới tận ngày nay, quân đội của một số nước thậm chí đã sử dụng các chiến binh động vật trong một phạm vi rộng lớn, từ dò tìm bom mìn tới tuần tra bờ biển. Và không có động vật nào khác có thể đóng một vai trò rất lớn trong lịch sử chiến tranh như ngựa, ngựa gắn liền với chiến trường, gắn liền với các vị danh tướng.

## Một số loài

### Ngựa
Ngựa là con vật được sử dụng rộng rãi nhất trong suốt lịch sử các cuộc chiến tranh. Hình ảnh con ngựa còn gắn liền với các tướng lĩnh, nhất là các võ tướng trên chiến địa, gắn liền với hình ảnh của những chàng dũng sĩ trong chiến đấu, săn bắn. Ngựa trong chiến tranh được gọi là Ngựa chiến hay chiến mã. Ngựa gắn liền với binh chủng kỵ binh, kỵ xạ vốn là một lực lượng chủ lực, cơ động và tinh nhuệ có vai trò đột kích và tập kích chủ đạo của nhiều quốc gia trong suốt thời kỳ lịch sử, đặc biệt là các dân tộc du mục.
Con người thuần hóa ngựa sớm nhất cách đây 5.500 năm ở Kazakhstan hiện đại, và sự phổ biến của ngựa trên khắp lục địa Á - Âu đã sớm dẫn đến việc sử dụng chúng trong chiến tranh quy mô lớn. Người Ai Cập và Trung Quốc cổ đại đã sử dụng xe ngựa kéo như một dạng chiến đấu cơ ổn định (chiến xa), trước khi sáng chế ra một yên cương và bàn đạp giúp tăng hiệu chiến đấu của chiến mã. Các hiệp sĩ mặc áo giáp trên lưng ngựa có thể gây nguy hiểm và chống lại hầu hết các loại lính chạy bộ.
Sự ổn định từ ngựa chiến được đóng yên cương và bàn đạp chân đã cho phép người Mông Cổ có thể tấn công và bắn tên hiệu quả từ trên lưng ngựa, đồng thời đem đến cho họ sự linh động để chinh phục phần lớn các vùng đất đã biết đến trên thế giới. Sự xuất hiện của ngựa trên các chiến trường thường báo hiệu sự khởi đầu của kết thúc đối với các nền văn minh thiếu phương tiện hỗ trợ quân lính tương tự. Vai trò chính của ngựa trên chiến trường đã không hề giảm sút cho tới kỷ nguyên chiến tranh hiện đại, khi xe tăng và súng máy nhập cuộc.

### Voi

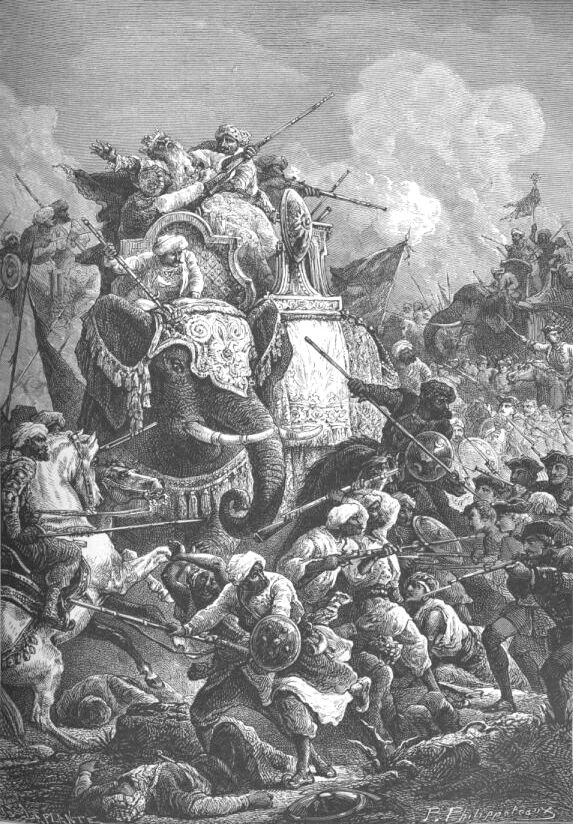
Voi trong chiến trận

Trong chiến tranh, với tầm vóc và sức mạnh của minh voi biến thành cỗ máy giết người khổng lồ, voi gắn liền với binh chủng tượng binh. Người Ấn Độ cổ đại có lẽ là những người đầu tiên chế ngự và sử dụng voi trong các cuộc chiến tranh với các nền văn minh khác. Loài động vật có vú lớn nhất còn sống trên Trái đất đã để lại dấu ấn của chúng trong chiến tranh như những sinh vật có khả năng tàn phá thành lũy của quân địch. Voi có thể giẫm đạp, dùng ngà đâm binh lính và thậm chí dùng vòi cuốn, quăng quật những con người không may mắn. Đôi khi, voi chiến được bọc giáp hoặc chuyên chở các cung thủ và lính phóng lao. Các vương quốc cổ đại của Ấn Độ có thể là những đế chế đầu tiên thuần dưỡng voi thành những cỗ xe tăng sống, nhưng việc làm này nhanh chóng phổ biến đến người Ba Tư ở Trung Đông.
Alexander Đại đế từng phải đối mặt với voi chiến của kẻ thù trong những cuộc chinh phạt của ông ở thế giới cổ đại, và cuối cùng, người Hy Lạp, Carthage và La Mã đã sử dụng voi chiến vào những thời điểm nhất định. Ngựa sợ khi nhìn thấy và ngửi thấy mùi của voi. Trong khi đó, binh lính cũng có nỗi ám ảnh tâm lý khi phải đương đầu với loài động vật có vú khổng lồ này. Tuy nhiên, voi có thể nổi điên vì sợ hãi hay đau đớn sau khi nhận quá nhiều hình phạt. Sự ra đời của súng trường và đại bác trên chiến trường về cơ bản đã kết thúc vai trò chiến đấu của chúng.
Ở Việt Nam, Thái Lan, Lào, Chămpa, voi được sử dụng rất nhiều trong chiến trận, rất nhiều các danh tướng, anh hùng dân tộc của Việt Nam gắn liền với voi như Hai Bà Trưng, Bà Triệu, Trần Hưng Đạo, Trần Thái Tông, Lê Lợi, Quang Trung. Việt Nam có đội quân tượng binh đáng gờm và là lực lượng đột kích trong các trận chiến, chẳng hạn như quân đội nhà Trần, quân đội nhà Nguyễn và quân đội Tây Sơn. Thời Tây Sơn, người ta còn gắn các loại pháo nhỏ lên lưng voi để tăng hiệu quả tác chiến và voi không khác gì một chiếc xe tăng hiện đại.

### Chó
Chó đóng một vai trò rất lớn trong chiến tranh. Chúng là những chiến binh giúp đỡ rất hữu ích và trung thành trong chiến trường. Thời điểm những chú chó bắt đầu xuất hiện trong những cuộc chiến tranh gần như đồng thời với khi chiến tranh ra đời. Những giống chó lớn đóng vai trò như lính chiến đấu trên chiến trường và là lính gác phòng thủ cho tất cả mọi người từ người Ai Cập cho tới thổ dân Mỹ. Nhiều nơi, chúng được xem như một người lính thực thụ và đôi lúc còn được mặc áo giáp ra trận.

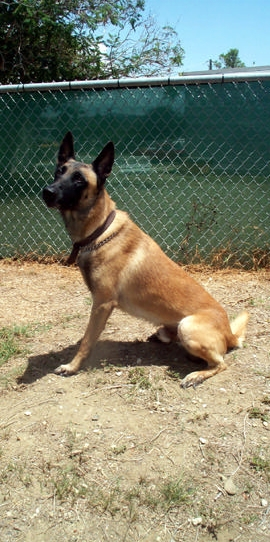
Một con chó nghiệp vụ

Trong lịch sử người Hy Lạp cổ đại thì chó từng là những chiến binh đầy sức mạnh trên chiến trường. Trong thế kỷ thứ VII TCN, một thành bang của Hy Lạp là Magnesia đã bổ sung vào quân đội của họ những chú chó kích thước lớn, có thể nặng tới 113 kg còn gọi là chó ngao. Với sự hung dữ của mình, những chiến binh chó sẽ đóng vai trò tiên phong tấn công làm rối loạn đội hình của quân địch giúp các binh sĩ theo sau tận dụng sự hỗn loạn để có thể dễ dàng đánh bại kẻ thù. Vào thời điểm đó chúng đã được đối đãi công bằng như bao người lính khác, thậm chí còn được trang bị áo giáp gai để bảo vệ cơ thể trong các trận chiến. Sau này, người La Mã đã trang bị các cổ áo nhọn và áo giáp cho một số con chó của họ.
Sau này khi người Tây Ban Nha chinh phạt châu Mỹ, họ cũng dùng những con chó tấn công các chiến binh bản địa khiến người da đỏ rất hoang mang và hoảng sợ. Những kẻ xâm lược Tây Ban Nha cũng điều động các con chó chiến bọc giáp trong cuộc chinh phạt Nam Mỹ vào những năm 1500. Nhiều phe phái và các quốc gia châu Âu đã dùng chó chiến trong các cuộc xung đột thời cổ đại và suốt thời Trung cổ, nhưng các cuộc chiến tranh hiện đại hơn làm giảm vai trò của loài động vật này trên chiến trường thành làm sứ giả truyền tin, theo dõi, trinh sát và lính gác.
Ở Nga, người đầu tiên ký một văn bản chính thức về việc sử dụng chó cho các đồn biên phòng chính là Nga Hoàng Alksandr Đệ tam. Trong Chiến tranh thế giới lần thứ nhất tất cả các bên tham chiến đều sử dụng chó làm các nhiệm vụ như cứu thương, liên lạc và cảnh giới. Các chú chó Kavka Ovcharka (chó chăn cừu) và Rottweiler (giống chó Đức) khi đánh hơi thấy kẻ địch đang đến gần lập tức sủa báo động. Quân đội Áo-Hung và Quân đội Đức là những quân đội sử dụng chó sớm nhất và nhiều nhất.
Trong cuộc Chiến tranh thế giới thứ hai, Hồng quân Liên Xô đã thành lập gần 170 trung đoàn và tiểu đoàn huấn luyện và sử dụng chó chiến đấu. Hơn 500.000 con chó đã tham gia các hoạt động tác chiến trong suốt cuộc chiến tranh. Các chú chó cứu thương và vận tải đã chuyển đến các trận địa gần 3.500 tấn đạn dược, đưa được 700.000 binh sĩ bị thương nặng rời khỏi trận địa về tuyến sau. Các chú chó công binh đã phát hiện được gần 1 triệu quả mìn, bộc phá và các loại chất nổ khác.
Chó liên lạc đã chuyển được 120.000 bản báo cáo, giúp rải gần 8.000 km đường dây diện thoại để nối lại liên lạc. Các chú chó diệt tăng đã phá hủy hơn 1.300 xe tăng, xe thiết giáp số những chú chó cảm tử bị thiệt mạng nhiều hơn số tăng bị diệt nhiều lần. Ngoài những chú chó chết cùng xe tăng địch thì một phần nữa do Quân Đức bắn chết khi tiếp cận mục tiêu, số chó chạy quay lại cũng bị Quân Nga buộc phải bắn hạ vì chúng mang thuốc nổ.
Quân đội Mỹ và một số lực lượng khác gần đây huấn luyện chó nhiều hơn để đảm nhiệm công việc đánh hơi, phát hiện bom mìn ở Iraq và Afghanistan, nơi mà những bạn đồng hành bốn chân này được trang bị cả áo chống đạn cho riêng chúng. Ngày nay, Trong một quân đội hiện đại chó không còn chọc thủng vòng vây của kẻ thù và không lao mình vào xe tăng nữa, nhưng nhiều đơn vị sẽ không thể hoàn thành nhiệm vụ nếu thiếu những đôi mắt tinh tường và khứu giác tốt của những chú chó, nhất là các đơn vị biên phòng.

### Lạc đà
Ở những vùng sa mạc, đặc biệt là Trung Đông, lạc đà đã trở thành một đội quân chủ lực trong những lần tác chiến trên sa mạc. Mùi hương của lạc đà có thể khiến cho ngựa của đối thủ sợ hãi nên loài vật này thường được sử dụng thay thế cho la và ngựa trong các trận đánh thời xưa. Một số chiến binh Ba Tư và Ả Rập còn bọc thép cho từng chiến binh lạc đà của họ. Lạc đà hiện chỉ được một số ít quân đội hiện đại điều động tham gia tuần tra. Tuy nhiên, có thời, loài động vật này từng tạo thành những đội kỵ binh lạc đà hùng mạnh ở một số khu vực trên thế giới. Lạc đà từng rất hữu ích ở những vùng khô cằn hay các khu vực sa mạc của Bắc Phi và Trung Đông thời cổ đại vì chúng có khả năng chống chịu những điều kiện khắc nghiệt và thường xuyên thiếu nước. Mùi của lạc đà cũng được cho là gây sợ hãi cho các đội chiến mã của kẻ thù. 

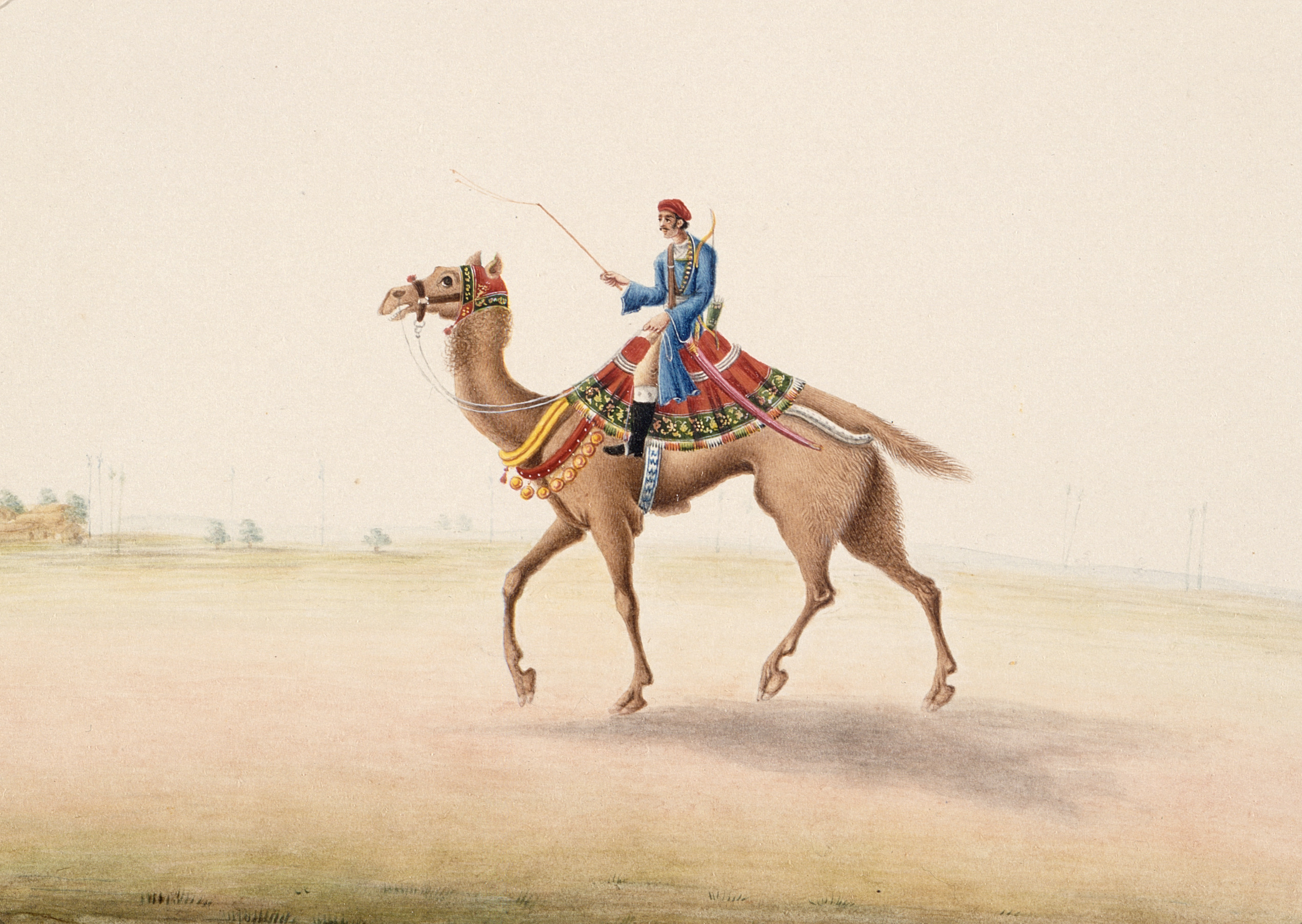
Kỵ binh lạc đà

Người Parthia và người Ba Tư Sassanid thỉnh thoảng bọc giáp cho lạc đà của họ để biến chúng thành những kỵ binh thiết giáp hạng nặng. Các chiến binh Ảrập thường cưỡi lạc đà trong các cuộc tấn công chống lại những bộ lạc khác hoặc trong những cuộc chinh phục người Hồi giáo ở Bắc Phi và Trung Đông. Timur, một nhà lãnh đạo Mông Cổ trong trận đánh xâm chiếm Delhi những năm 1938 đã dùng lạc đà để phá đội quân đông và hùng mạnh của Sultan Mahmud Khan. Để khiến những con voi của đối thủ sợ hãi, Timur đã dùng những con lạc đà của mình chất đầy cỏ khô và đốt lửa, đẩy chúng đến phía những con voi. Vai trò chiến đấu của lạc đà sụt giảm nhanh chóng với sự phát triển của súng trong suốt những năm 1700 và 1800. Tuy nhiên, chúng vẫn được tướng Anh Lawrence điều động tham gia cùng lực lượng người Arập trong Chiến tranh thế giới thứ nhất.

### La
Các con la đã đóng một vai trò thầm lặng nhưng rất quan trọng trong suốt lịch sử chiến tranh của loài người, thông qua công việc vận tải thực phẩm, vũ khí và các nhu yếu phẩm khác cho quân đội, đặc biệt trong thời kỳ cận đại chúng còn dùng để kéo pháo. Được sinh ra từ sự lai tạp lừa đực với ngựa cái, la được ưa chuộng hơn ngựa trong việc vận tải vì khả năng chịu đựng dẻo dai hơn của chúng. Các con la cũng thể hiển sự tinh khôn hơn và bướng bỉnh hơn.
Trong lịch sử, các quân đoàn La Mã cổ đại đã huy động la tham gia các cuộc hành quân với tỉ lệ gần 10 lính lê dương kèm một con la. Bản thân Napoleon Bonaparte từng cưỡi một con la qua dãy núi Alps, ngoài việc đưa loài động vật này tham gia các đoàn chuyên chở hành lý của ông. Chỉ tính riêng quân đội Mỹ đã sử dụng khoảng 571.000 con ngựa và la trong Chiến tranh thế giới thứ nhất ở châu Âu và mất khoảng 68.000 con trong các cuộc giao tranh. Thậm chí, cho tới nay, các con la vẫn tiếp tục tỏ ra hữu dụng vì các lực lượng đặc nhiệm, thủy quân lục chiến và binh sĩ Mỹ vẫn dựa vào loài động vật này để duy trì nguồn cung cấp hậu cần mở cho những tiền đồn xa xôi ở các vùng núi của Afghanistan.

### Bồ câu
Nhờ vào khả năng dẫn đường và kỹ năng điều hướng, chim bồ câu được sử dụng như là sứ giả quân sự trong nhiều thế kỷ và được sử dụng trong việc truyền tin. Các sứ giả chim bồ câu đã chuyển tải thông điệp cho các kẻ chinh phạt và tướng lĩnh trong suốt lịch sử loài người. Những khả năng thiên bẩm cho phép chúng vẫn có thể quay trở về nhà sau sứ mệnh kéo dài hàng trăm dặm. Trong cuộc chiến tranh Pháp Phổ (1870 1871), bồ câu đưa thư là phương tiện liên lạc duy nhất khi quân Pháp cố thủ trong thành Paris. Trước khi hệ thống thông tin liên lạc phát triển như ngày nay, một trong những "người đưa tin" hiệu quả nhất trong chiến trận là chim bồ câu. Tuy nhiên, chim bồ câu thu được nhiều chiến tích quân sự nổi tiếng trong Chiến tranh thế giới thứ nhất, khi mà lực lượng quân Đồng minh sử dụng tới 200.000 chim bồ câu để truyền tin. 

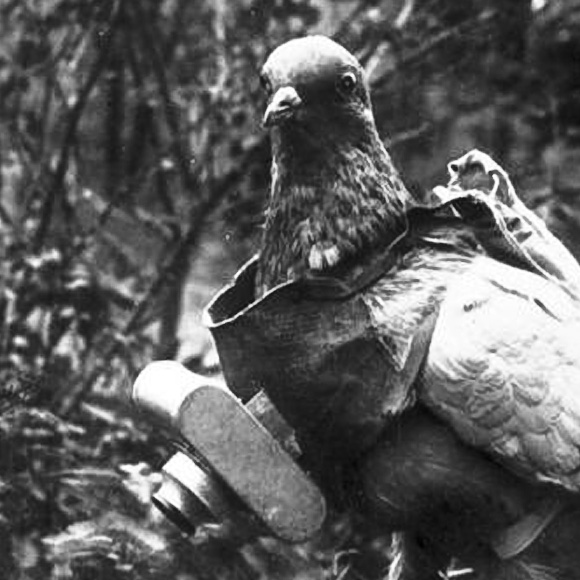
Một con chim bồ câu với các thiết bị do thám

Chiến binh chim bồ câu nổi tiếng là Cher Ami. Nó đã vượt qua mưa bom bão đạn, hoàn thành xuất sắc nhiệm vụ giải cứu hơn 500 binh sĩ của quân đội Mỹ mắc kẹt trên một sườn đồi, xung quanh đã bị quân địch bủa vây trong một nhiệm vụ năm 1918. Cher Ami thậm chí còn kiếm được tặng thưởng huân chương Croix de Guerre của Pháp vì đã chuyển thành công 12 thông điệp giữa các pháo đài tại khu vực Verdun, Pháp. Cher Ami đã chuyển thông điệp cuối cùng bất chấp các vết thương nghiêm trọng vì trúng đạn, và được cho là đã cứu "Tiểu đoàn đã mất" thuộc sư đoàn bộ binh thứ 77 của Mỹ, vốn bị lực lượng Đức phong tỏa.
Trong Chiến tranh thế giới thứ II, quân đội Anh đã sử dụng 250.000 chú chim bồ câu để truyền tin đến những người lính ở phía sau chiến tuyến của quân Đức. Đây là một chiến thuật hoàn hảo vì mỗi chú chim bồ câu được huấn luyện có thể bay 1.800 km đến chính xác vị trí được chỉ định. Một lợi thế khác là chúng khó bị phát hiện và nghe lén như việc liên lạc bằng sóng radio. Tuy nhiên, người Đức cũng nhận ra những ưu điểm của phương pháp này và đã tương kế tựu kế, lập hẳn một đội quân bồ câu phục vụ cho chiến dịch xâm lược nước Anh. Phát xít Đức đã lập cả một đội quân bồ câu để thực hiện mưu đồ của mình. Một nhóm chim bồ câu khác được trao tặng 32 huy chương dũng cảm Dickin của Anh cho động vật vì thành tích trong Chiến tranh thế giới thứ hai, khi quân đội Đồng minh ngừng sử dụng vô tuyến và dựa vào những con chim bồ câu để truyền tin.
Trong chiến tranh thế giới thứ hai, nhà tâm lý học Mỹ B.F. Skinner đã thử nghiệm khả năng hướng dẫn bom của bồ câu. Chương trình mang tên "Pigeon Project" (Dự án Chim bồ câu) dựa trên việc đặt 3 chú chim bồ câu vào đầu quả bom với thấu kính đặc biệt hiển thị hình ảnh mục tiêu. Những chú bồ câu này được huấn luyện để nhận dạng mục tiêu từ xa và định hướng cho bom rơi đúng mục tiêu. Chim bồ câu kể từ đó nghỉ hưu khỏi các sứ mệnh quân sự vì những tiến bộ trong công nghệ viễn thông.

### Ong
Loài ong từ lâu đã được sử dụng như một vũ khí để gây ra sự hoảng loạn cho kẻ thù trong lịch sử quân sự thế giới. Các con ong có vòi đốt thứ vũ khí hiệu quả khi bị chọc tức. Người Hy Lạp cổ đại, La Mã và các nền văn minh khác đôi khi sử dụng côn trùng như những vũ khí nhỏ để chống kẻ thù trong chiến tranh. Những kẻ bao vây đôi khi bắn các tổ ong qua các bức tường thành, và lực lượng bảo vệ Themiscyra của Hy Lạp được cho là đã đáp trả những kẻ tấn công La Mã bằng tổ ong. Người Heptakometes ở vùng Trebizond của Thổ Nhĩ Kỳ thậm chí lừa lính La Mã dưới sự chỉ huy của Pompey bằng việc cống nộp mật ong độc hại, dẫn đến thất bại của đội quân La Mã bị nhiễm độc và nôn mửa. Người La Mã cổ đại đã biết sự lợi hại của các loài ong độc nên đã sử dụng chúng như một loại vũ khí hiệu quả. Những tổ ong được buộc vào ná để bắn về phía quân thù.
Việc tận dụng những con ong bị chọc giận tiếp tục diễn ra trong các cuộc vây hãm lâu đài thời Trung cổ cũng như trong Chiến tranh thế giới thứ nhất và chiến tranh Việt Nam. Hiện nay, các nhà khoa học Mỹ đã tìm ra cách những cách sử dụng loài ong hòa bình hơn thông qua việc huấn luyện loài côn trùng này phát hiện các quả mìn gài dưới đất. Các nhà nghiên cứu đã thành công trong việc trộn chất nổ vào thức ăn của loài ong để sử dụng chúng như một công cụ phát hiện bom mìn. Chỉ cần quan sát vị trí ong tập trung, người ta sẽ biết được nơi có chất nổ.
Trong chiến tranh Việt Nam, người Việt Nam đã sáng tạo ra cách đánh Mỹ bằng ong vò vẽ phối hợp với trận địa chông, mìn. Ong được bắt về điểm sẽ xây trận địa từ lúc tổ còn nhỏ, hàng ngày được nuôi bằng thịt trâu, bò để tổ mau lớn. Bên cạnh tổ ong thiết kế trận địa gồm hầm chông, mìn, và cắm cọc nhọn dày đặc dưới các mương gần đó. Khi quân địch tiến vào sẽ giật dây phá vỡ tổ khiến ong bay ra tấn công tới tấp, làm địch hoảng loạn, không biết xung quanh đã được bố trí trận địa. Người dân bắt ong về nuôi, hàng ngày đem áo, khăn của mình ra treo ở gần tổ ong khiến ong quen mùi xem như người quen nên khi lại gần tổ ong sẽ không sao. Nhưng khi quân Mỹ càn tới, ong thấy mùi lạ thì xông ra chích tới tấp khiến binh lính Mỹ phải bỏ chạy tán loạn. 

### Chim ưng
Chim ưng cũng đã được những người dân du mục huấn luyện cho việc săn bắt và chiến tranh, nó có thể bay liệng, bổ nhào và móc mắt kẻ thù, thông thường nó thường được dùng để truyền tin. Trong chiến tranh thế giới thứ hai, quân Anh huấn luyện một lực lượng nhỏ chim ưng nhằm đánh chặn đội quân bồ câu của Đức quốc xã. Những chú chim ưng này sẽ bay tuần tra quanh bờ biển và tấn công bất cứ kẻ xâm nhập có cánh nào. Một đội quân chim ưng tuần tra đã được nuôi dưỡng để chống lại lực lượng bồ câu đưa thư của phát xít Đức. Ý tưởng dùng chim ưng này đã đem lại thắng lợi cho quân đội Anh trên mặt trận thông tin liên lạc khi rất nhiều chiến sĩ bồ câu của quân Đức đã bị đánh bại và ít nhất có hai con chim bồ câu của Đức đã bị bắt bởi lực lượng chim ưng tuần tra này.

### Rắn
Rắn cũng được sử dụng trong chiến tranh. Những con rắn độc được nạp vào trong bình và chậu sứ, vận chuyển đến địa cứ của quân đối lập, ném bình hoặc chậu vào, hay có thể dùng tên bắn vỡ để những con rắn lao ra tấn công quân. Trong lịch sử, sau khi kết thúc cuộc chiến tranh Punic với La Mã, Hannibal đã tiến hành một cuộc chiến khác chống lại vua Eumenes II của đế quốc Pergamon. Đây là một trận thủy chiến mà lực lượng Hannibal chỉ huy ít hơn nhiều so với đối thủ. Trước khi bước vào trận chiến, Hannibal đã quan sát kĩ để tìm ra chiến thuyền của vua Eumenes. Khi cuộc chiến bắt đầu, thuyền của Hannibal đã bỏ qua những thuyền chiến còn lại và nhanh chóng tiếp cận thuyền của Eumenes. Khi đã ở trong khoảng cách phù hợp, ông lập tức ra lệnh phóng những bình chứa đầy rắn độc lên thuyền chỉ huy. Điều đó khiến vua Eumenes hoảng sợ và quay thuyền bỏ chạy, kéo theo những chiếc tàu chiến còn lại. Những bình chứa rắn độc đã giúp Hannibal không phải tốn nhiều công sức để đánh bại kẻ thù đông hơn mình.

### Cá heo
Cá heo là một trong những động vật thông minh và có thể dạy dỗ tốt nhất, do đó chúng thường được sử dụng trong chiến tranh. Cá heo quân sự có thể được đào tạo cho các mục đích khác. Kể từ thập niên 1960, Hải quân Mỹ đã thành lập một nhánh riêng nhằm nghiên cứu và đào tạo các sinh vật biển cho mục đích quân sự. Và một trong những ứng cử viên sáng giá là cá heo, bởi tài bơi lội và trí thông minh của chúng. Nhiệm vụ thông thường của cá heo là thăm dò mìn và thủy lôi ở dưới nước và sau đó cảnh báo cho các tàu tuần tra về mối nguy hiểm. Khi cần thiết, các chú cá heo còn có thể được trang bị thêm vũ khí để tấn công người nhái đối phương xâm nhập vào vùng chúng kiểm soát. 

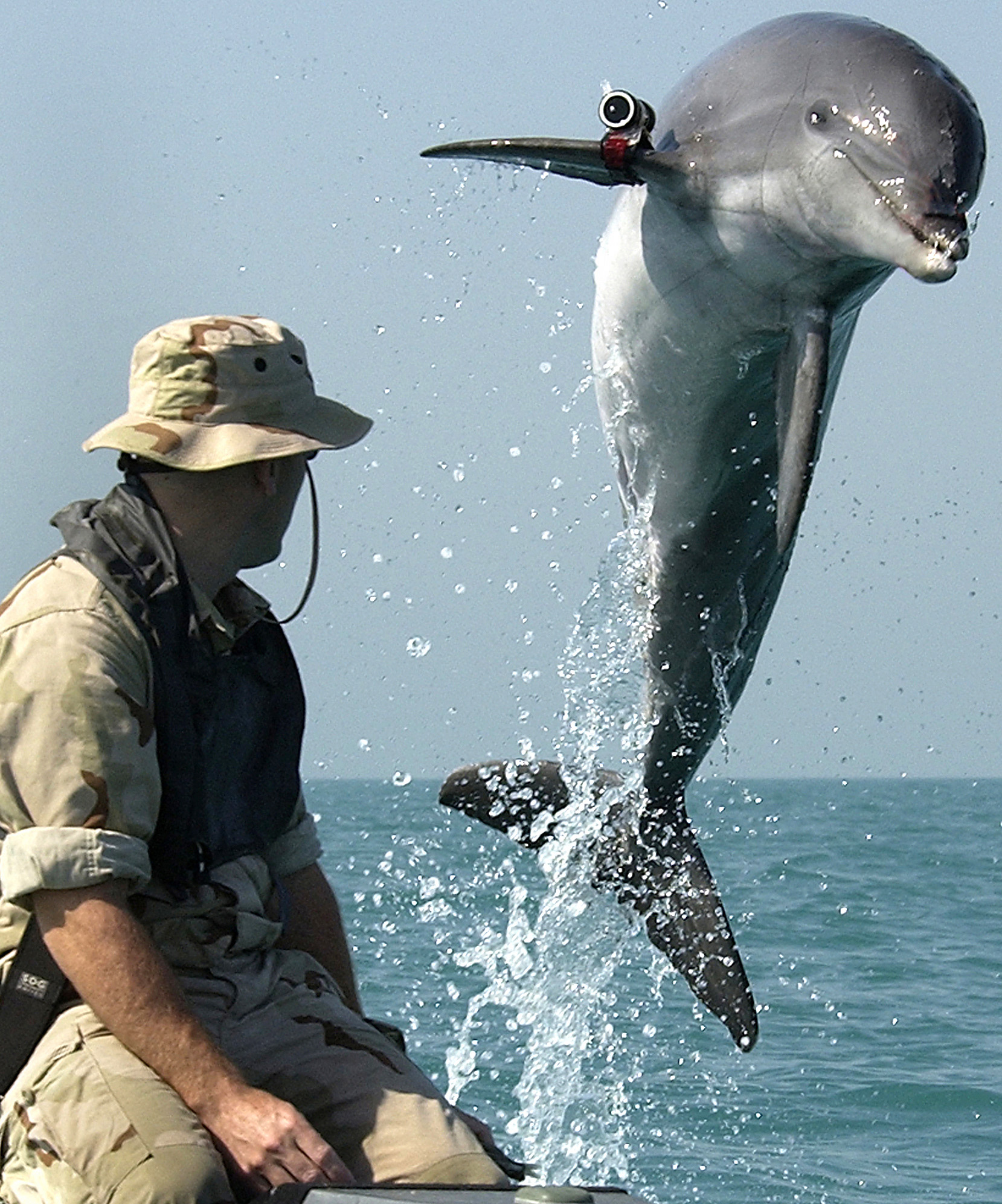
Một con cá heo đang được huấn luyện vào mục đích quân sự

Liên Xô cũng từng thành lập một đơn vị cá heo để phát hiện và tấn công tàu chiến kẻ địch bằng cách dạy chúng phân biệt các tiếng động của chân vịt gây ra dưới nước. Năm 2000, một số chú cá heo này được quân đội Nga bán cho Hải quân Iran nhằm kiểm soát vùng Vịnh Ba Tư. Cũng như sư tử biển, cá heo đã trợ giúp Hải quân Mỹ tuần tra các vùng biển từ những năm 1960. Những động vật có vú cư ngụ ở biển này đã sử dụng hệ thống định vị bằng siêu âm sinh học phức tạp của chúng để tìm kiếm bom mìn thông qua tiếng vang. Một con cá heo sẽ phát đi một loạt tiếng lách cách về phía các đối tượng và thu lại những phản hồi. Điều đó cho phép nó có được một hình ảnh của đối tượng và sau đó có thể báo cáo tới người quản lý bằng cách sử dụng những phản hồi "có" hoặc "không" nhất định.
Người quản lý cũng có thể theo dõi một phản hồi "có" bằng cách gửi các con cá heo tới đánh dấu vị trí của đối tượng cùng với một dây phao dò. Khả năng phát hiện dấu vết của bom mìn này đã được tận dụng trong cả hai cuộc chiến tranh Vùng Vịnh và cuộc chiến Iraq. Trong đó, đội cá heo của Hải quân Mỹ từng góp phần giúp xóa sổ cảng Umm Qasr ở miền nam Iraq trong cuộc chiến sau này. Cá heo cũng có thể dò tìm các thợ lặn của đối phương. Tuy nhiên, Hải quân Mỹ phủ nhận những lời đồn đại về việc huấn luyện cá heo sử dụng vũ khí chống lại con người.
Ngày nay, tận dụng các khả năng vượt trội của cá heo, Nga và Mỹ đều đang mở rộng công việc huấn luyện chúng phục vụ cho mục đích quân sự. Hiện nay, hàng trăm sinh vật biển đang được huấn luyện theo các chương trình khác nhau tại 7 căn cứ đặc biệt của hải quân Mỹ. Việc sử dụng cá heo cho mục đích quân sự có thể khiến loài cá heo hoang dã lâm nguy bởi tình trạng giết chóc cá heo một cách bừa bãi. Nếu như Mỹ và Nga đều chiêu mộ cá heo cho các mục đích quốc phòng thì bất cứ con cá heo nào tình cờ lọt vào khu vực hoạt động của hải quân đều có nguy cơ bị giết chết bởi nó bị nghi ngờ là kẻ địch.

### Sư tử biển
Sư tử biển cũng là động vật thông minh và có thể được huấn luyện để thực hiện các nhiệm vụ khác nhau. Những động vật biển này có tầm nhìn trong ánh sáng yếu và khả năng nghe dưới nước tốt. Chúng thậm chí có thể bơi với vận tốc 40 km/h và lặn nhiều lần tới độ sâu 300 mét. Hải quân Mỹ từng sử dụng những con sư tử biển California để tìm kiếm các thiết bị đã bị mất và xác định những kẻ xâm nhập bất thường vào khu vực. Sư tử biển là những chiến binh trong nước tinh nhuệ. Lực lượng hải quân Mỹ có đội ngũ sư tử biển tinh nhuệ, chuyên dùng phát hiện căn cứ của kẻ thù ở trong nước. Chúng còn được huấn luyện quấy rầy và làm gián đoạn công việc của thợ lặn đối phương.
Các con sư tử biển California từng được vinh danh vì cống hiến trong chương trình động vật có vú ở biển của Hải quân Mỹ, cùng với cá heo và cá voi trắng. Hải quân Mỹ do đó đã đào tạo sư tử biển trở thành lính quét thủy lôi, có thể xác định vị trí và đánh dấu các quả mìn. Các con vật này thậm chí có thể gắn một chiếc cùm chân đặc biệt vào các thợ lặn con người hay những kẻ phá hoại, cho phép các thủy thủ lôi những nghi phạm lên bề mặt. Một con sư tử biển được trang bị đặc biệt cũng mang theo các camera để quay video trực tiếp dưới nước. Chỉ một con sư tử biển, hai con người điều khiển và một chiếc thuyền cao su có thể thay thế một tàu hải quân cùng toàn bộ phi hành đoàn và một nhóm thợ lặn người đi kèm trong việc tìm kiếm các đối tượng dưới đáy đại dương.

### Dơi

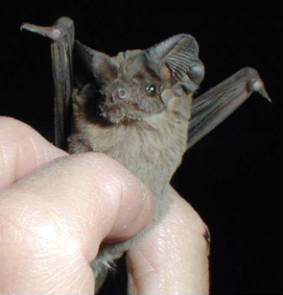
Tadarida brasiliensis là một loài dơi được sử dụng trong chiến tranh

Chúng là một phần của một thí nghiệm động vật trong Thế chiến II. Sau trận Trân Châu Cảng, một bác sĩ phẫu thuật nha khoa đã đề nghị gắn những quả bom lửa nhỏ vào các con dơi. Việc này nhằm tạo ra hàng ngàn ngọn lửa nhỏ khắp các thành phố của Nhật Bản khi những con dơi này bay tới đậu dưới mái của các tòa nhà. Ý tưởng này được Tổng thống Roosevelt cho phép. Nhiều con dơi bất hợp tác đơn giản đã thả mình rơi như đá hoặc bay mất, dù quân đội Mỹ sử dụng tới 6.000 động vật có vú này trong các thí nghiệm của họ.
Hải quân Mỹ đã tiêu tốn 2 triệu USD sau khi xúc tiến kế hoạch và cuối cùng đã phải bỏ cuộc. Tuy nhiên, các quả bom dơi rốt cuộc đã tìm được cách trở thành mồi lửa, thiêu rụi một ngôi làng của Nhật, một nhà chứa máy bay của quân đội Mỹ và xe hơi của một vị tướng. Ngày nay, các nhà khoa học thuộc Lầu Năm góc đang nghiên cứu các cơ chế bay của dơi với hy vọng có thể tìm thấy cảm hứng cho những thiết kế máy bay và robot do thám trong tương lai.

### Chuột
Trường hợp đầu tiên sử dụng loài chuột như một vũ khí là biến chúng thành một loại đuốc sống để tấn công các căn cứ của địch, đã có những con chuột bị cháy chạy vòng vòng, gây ra những trận hỏa hoạn lớn. Năm 1346, thành phố Caffa của Ý đã bị quân Mông Cổ (Tatars) vây hãm và tấn công bằng những vũ khí sinh học như súng, ná bắn xác chuột chết và thi thể các nạn nhân nhiễm bệnh, gây ra những dịch bệnh khủng khiếp, nhanh chóng làm suy yếu đội quân của lãnh chúa Genoa. Khi rút lui về cố thủ ở miền Nam Ý, tàn quân của Genoa đã gây ra những trận dịch hạch khắp châu Âu... Công ty của Bỉ đã huấn luyện thành công những chú chuột túi Gambia của châu Phi để rà bom mìn. Chuột có cơ thể nhỏ nhắn và linh hoạt nên có lợi thế hơn chó khi tiếp cận những khu vực có cây cối rậm rạp hay có địa hình hiểm trở. Hiện nay Bộ Quốc phòng Mozambique đang khai thác những đội quân chuột chính quy để phát hiện bom mìn còn sót lại sau cuộc nội chiến...

### Mèo
Mèo đóng vai trò quan trọng trong các cuộc chiến tranh từ thời xưa. 2500 năm trước, người Ba Tư đã biết những con mèo Ai Cập cổ đại là con vật linh thiêng nên họ cố tình đưa mèo đến chiến trường để ngăn chặn lính Ai Cập tấn công. Trong Chiến tranh thế giới thứ nhất, mèo là cỗ máy dò khí độc vô cùng lợi hại. Mèo được dùng làm chiến binh trong trận đánh Pelusium nổ ra vào năm 525 TCN, là trận chiến lớn đầu tiên giữa đế quốc Ba Tư và nước Ai Cập. Do nhận biết được cách chiến đấu truyền thống sẽ không đem lại thành công nên vua Ba Tư đã lợi dùng lòng tôn kính mạnh mẽ với mèo của người Ai Cập, họ tin rằng các chiến binh Ai Cập sẽ không tấn công vì sợ làm tổn hại đến các loài động vật.
Mèo cũng được quân Đồng minh sử dụng để diệt chuột trong các chiến hào trong chiến tranh thế giới thứ hai nhằm tránh một trận dịch hạch như trong chiến tranh thế giới thứ nhất. Đặc biệt, loài vật này còn được sử dụng như một công cụ phát hiện khí độc. Tuy nhiên, cách khai thác độc đáo nhất là sử dụng mèo như một loại bom của Cơ quan tình báo chiến lược Mỹ (OSS). OSS, cơ quan tiền thân của Cục tình báo trung ương Mỹ (CIA), đã sử dụng mèo như một loại bom để đánh chìm tàu của phát xít Đức. Khi buộc mèo vào quả bom và thả xuống vùng gần tàu địch, do bản năng sợ nước, mèo sẽ tự điều chỉnh tư thế rơi để tránh nước và tạo ra một lực hướng dẫn bom rơi đúng sàn tàu...
CIA từng sử dụng mèo như công cụ thông tin trong thời chiến tranh lạnh. Trong khuôn khổ dự án Operation Acoustic Kitty trị giá 15 triệu USD, các chuyên gia CIA đã phẫu thuật để đặt các thiết bị nghe lén vào cơ thể loài mèo và gắn antenna ở đuôi. Những chú mèo này được thả rong gần khu phức hợp của Liên Xô ở thủ đô Washington D.C. của Mỹ và đã trở thành công cụ nghe lén một thời gian dài. Mọi việc chỉ bại lộ khi một chú mèo bị xe cán chết và dự án bị hủy bỏ ngay sau đó.

### Lợn
Lợn cũng được tận dụng trên chiến trường Trong thời kỳ chiến tranh cổ đại, voi bọc thép thường được sử dụng như vũ khí đáng gờm, tuy nhiên những người La Mã đã biết được rằng voi rất sợ hãi tiếng lợn kêu nên những con lợn thường bị đem đốt (để kêu to hơn) và đem thả hướng về phía con voi của kẻ thù. Một trong những cách dùng lợn sáng tạo nhất là trong thời cổ đại. Binh lính sẽ giữ cho những con lợn đói đến mức cồn cào, và sau đó thả chúng vào các trại quân thù. Con lợn sẽ ăn bất cứ thứ gì nếu chúng đang đói, gặp phải trên đường đi bao gồm cả đồ ăn, vật tư, thậm chí vũ khí.

### Tuần lộc
Tuần lộc có thể trở thành trợ thủ đắc lực cho lực lượng cảnh sát tại vùng lãnh nguyên, theo đó, chính quyền Nga đề xuất thành lập một một đội quân chống tội phạm tại lãnh thổ thuộc vòng Bắc cực, giúp tham gia giải quyết những vụ phạm tội do người dân tộc thiểu số vùng Siberia gây ra. Những nhóm người dân tộc thiểu số này có khả năng thuần hóa tuần lộc rất nhanh, dễ dàng điều khiển chúng chạy qua mặt băng và biến chúng thành phương tiện chạy trốn cảnh sát. Trong khi truy đuổi nghi phạm, cảnh sát chỉ có thể sử dụng xe máy chạy trên tuyết để di chuyển, nhưng những loại phương tiện đó không thể nào sánh được với một chú tuần lộc. Cảnh sát Nga đã yêu cầu được cung cấp tuần lộc từ năm 2012, nhưng loài động vật có móng này vẫn chưa được triển khai để sử dụng rộng rãi ở vùng lãnh nguyên. Trong khi đó, Bộ Quốc phòng Nga đã sử dụng những con lừa và con la chiến đấu cho lực lượng quân đội trên vùng núi cao và nhận được những phản hồi tích cực về tính hữu dụng của những loài vật này.

### Các loài khác
- Tê giác cũng được sử dụng trong chiến tranh. Những con tê giác bọc thép là vũ khí chiến tranh đáng sợ bởi hành vi hung hăng, rất khó khăn để chinh phục.
- Bò được sử dụng để vận chuyển pháo binh thông qua các địa hình khó khăn. Loài vật này đóng vai trò quan trọng trong Chiến tranh. Bò là loài động vật rất thông minh có khả năng học hỏi rất nhiều mệnh lệnh.
- Bọ cánh cứng làm gián điệp, chúng là những vũ khí động vật kỳ lạ nhất được sử dụng, những con bọ cánh cứng được cấy ghép với các thiết bị ghi âm có khả năng thu thập cả âm thanh và video.
- Bọ khoai tây: Trong chiến tranh thế giới thứ nhất, quân Đức từng sử dụng bọ khoai tây Calorado để phá hủy mùa màng của Pháp và chiến lược này cũng được phát xít Đức áp dụng trong chiến tranh thế giới thứ hai: những thùng côn trùng gây hại được thả trên đất Anh để cắt đứt nguồn lương thực của quân Anh.
- Ngỗng đóng vai trò hệ thống cảnh báo sớm. Ngỗng là loài vật thiêng liêng với người La Mã, khi thành Rome bị bao vây vào năm 390 trước CN, nó vẫn được chăm sóc liên tục, mặc dù nguồn cung cấp thực phẩm đang ở mức thấp. Chúng đứng nhởn nhơ ngoài khu trú ẩn và khi kẻ thù phát hiện ra lối vào bí mật và leo lên tấn công, những con ngỗng đã ngay lập tức bắt đầu bấm còi cảnh báo cho binh lính La Mã chuẩn bị cho trận chiến và đánh thắng đối phương.
- Gấu đó là trường hợp của chú gấu Wojtek xuất hiện trong chiến tranh thế giới lần thứ 2 và chiến đấu cùng đại đội pháo binh số 22 Quân đoàn II Ba Lan.